# Hans Rychner
Pour les articles homonymes, voir Rychner.
 (août 2024).
Hans Rychner, né le 26 octobre 1813 à Aarau et mort le 23 mai 1869 à Neuchâtel, est un architecte suisse. 

## Biographie

### Origines et famille
Hans Rychner naît le 26 octobre 1813 à Aarau, dans le canton d'Argovie. Il est originaire de la même commune.
Son père, Johannes Rychner, est tailleur ; sa mère est née Anna Maria Siebenmann.
Il épouse Anna Dorothea Dietrich en 1840. Ils ont un fils, Alfred, également architecte.

### Formation et parcours professionnel
Après un apprentissage de tailleur de pierre, il fait des études d'architecture à l'Académie royale de Munich auprès de Friedrich Wilhelm von Gärtner de 1832 à 1835. 
Il travaille pour Louis Châtelain à Neuchâtel de 1836 à 1837, puis avec Johann Jakob Weibel à Fribourg de 1838 à 1845, année où il ouvre son propre bureau d'architecture à Neuchâtel. 

### Réalisations
Il réalise des constructions à Neuchâtel, au Locle, à Bienne, Morat (maisons d'horlogers, 1854) et Aarau, et surtout des bâtiments scolaires (Dufour West à Bienne, Boudry, Cudrefin, La Neuveville, Gléresse, Neuchâtel et Douanne). 
Il dessine par ailleurs des plans de quartier au Locle (1852), à Morat (1853) et à Bienne (1857). 

### Jury, architecte-vérificateur et formateur
Il est membre du jury du concours pour le quartier de Kratz à Zurich (1858-1859), avec Felix Wilhelm Kubly (de) et Johann Caspar Wolff (de) et architecte-vérificateur du bâtiment principal de l'École polytechnique fédérale de Zurich en 1864.
Il utilise son réseau étendu de relation au profit de la formation des architectes, réseau que développent par la suite son fils Alfred et son petit-fils Henry.

### Mort
Il meurt le 23 mai 1869 à Neuchâtel, à l'âge de 55 ans.